# 宮井一郎
宮井 一郎（みやい　いちろう、1895年3月21日-1991年）は、日本の文芸評論家。
島根県邑智郡川本町出身。1913年慶應義塾卒、慶應義塾大学理財科中退。満洲で新進コンクリート常務取締役。大連で刊行されていた文芸同人誌『作文』に参加、戦後郷里で工場を経営し、東京で再刊された『作文』同人となる。1962年「『明暗』の主題」を発表して注目され、以後漱石論を書く。江藤淳の漱石と嫂の恋に関する説を激しく批判した。子に映像作家・宮井陸郎がいる。

## 著書
- 『漱石の世界』講談社 1967
- 『現代作家論 生きている漱石』東洋出版 1970
- 『夏目漱石の恋』筑摩書房 1976
- 『詳伝夏目漱石』国書刊行会 1982
- 『漱石文学の全貌』国書刊行会 1984

## 論文
- Cinii

## 注
1. ↑  『人物物故大年表』
2. ↑  『現代日本人名録』1987年
3. ↑  『夏目漱石の恋』